# Ellie Goulding
Elena Jane "Ellie" Goulding, född 30 december 1986 i Lyonshall i Herefordshire, är en brittisk singer/songwriter, multiinstrumentalist och skådespelare. Hon blev känd efter att ha röstats fram som 2010 års mest lovande artist av BBC Sound of 2010 och ha vunnit Critic Choice Award på BRIT Award 2010. Efter att ha signerats av skivbolaget Polydor 2009 släppte Goulding sin första EP, An Introduction to Ellie Goulding. Hennes första studioalbum, Lights, utgavs i Storbritannien den 1 mars 2010.
Ellie Goulding tillkännagavs i januari 2024 som mottagare av miljöpriset The Perfect World Foundation Award.

## Bakgrund
Goulding föddes i Lyonshall i Herefordshire i England, och studerade vid Lady Hawkins' High School i Kington, Herefordshire. Senare gick hon på Hereford Sixth Form College innan hon hoppade över till University of Kent, där hon fick rådet att ta ett sabbatsår för att utveckla sin talang.
Goulding lärde sig att spela gitarr och skriva sina egna, folkrockinspirerade sånger som femtonåring. Medan hon studerade drama på University of Kent, och bekantades med elektronisk musik, utvecklade hon sitt eget sound med hjälp av Frankmusik på sången "Wish I Stayed". Senare kom hon att samarbeta med Starsmith, som även skulle bli huvudproducent på Lights. Efter två år hoppade hon av universitetet och flyttade till West London.

## Musikkarriären

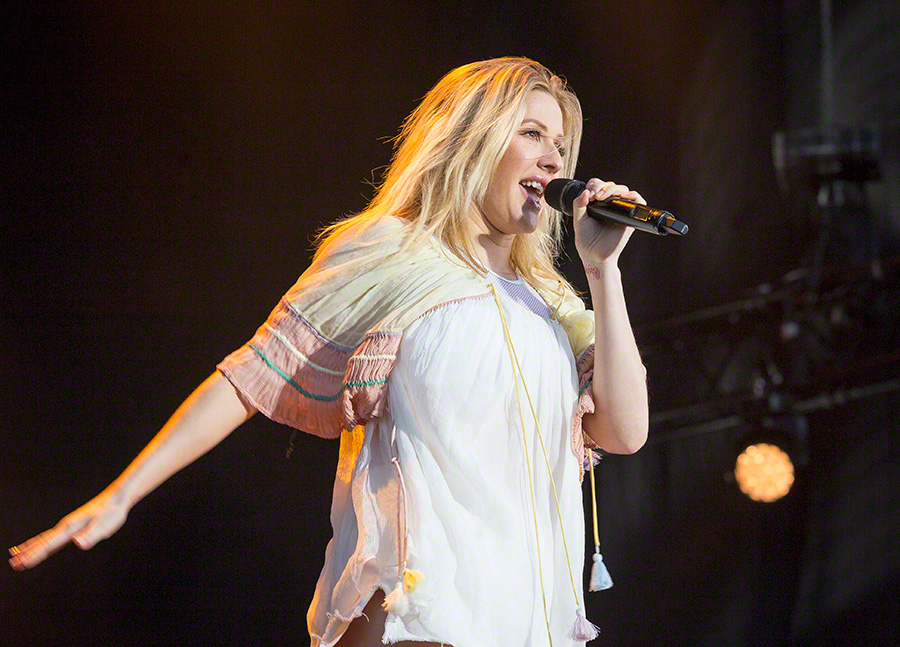
Ellie Goulding i Norge, 2016.

### Tidiga karriären: 2009
I september 2009 skrev Goulding kontrakt med Polydor Records. Hennes debutsingel, "Under the Sheets", släpptes dock på independentbolaget Neon Gold Records, detta därför att det inte skulle läggas så mycket press på henne. Låten spelades första gången 30 september 2009 på BBC Radio 1, och kom därefter att spelas mycket i brittisk radio. Den 12 november 2009 släpptes den digitalt, och nådde då #53 på den brittiska singellistan.
I oktober 2009 turnerade hon i Storbritannien som förband åt Little Boots, och den 30 oktober framförde hon "Under the Sheets" och "Guns and Horses" i musikprogrammet Later... with Jools Holland. Hon är även huvudrepresentant för den nya genren "Posh Pop".[källa behövs]
På låten "Wish I Stayed", som utnämndes till Single of the Week på brittiska iTunes Store 22-28 december 2009, samarbetade hon med Frankmusik. Hon var även med och sjöng på Starsmiths remix av Passion Pits "Sleepyhead".

### Lights: 2010–nutid
Samtidigt som Gouldings debutalbum utkom toppade hon även BBC Sound of 2010, en lista där musikkritikerna och branschfolket inom musikindustrin röstar fram vilka artister de tror kommer att bli stora under det kommande året. Hon vann även Critics' Choice Award vid 2010 års BRIT Awards.
Gouldings debutalbum, Lights, gavs ut på skivbolaget Polydor den 1 mars 2010. Strax före, den 22 februari, släpptes hennes andra singel, "Starry Eyed". I mars 2010 nådde Lights förstaplatsen på UK Albums Chart och tolfteplatsen på Irish Albums Chart.
Goulding har skrivit två låtar till Diana Vickers kommande debutalbum, "Remake Me and You" (tillsammans med Vickers), och "Jumping Into Rivers" (tillsammans med Vickers och Guy Sigsworth).
I december 2011 medverkade Goulding i den TV-sända Nobels fredspriskonsert i Oslo. Den 1 juni 2013 gick välgörenhetsgalan Chime for Change av stapeln i London, där hon medverkade med låten "Lights".
Den 26 augusti 2013 återutgavs hennes album Halcyon under titeln Halcyon Days i en utökad upplaga. Härifrån uppträdde hon med singeln "Burn" i TV-programmet Skavlan.

I januari år 2015 släppte Goulding singeln "Love me like you do".

## Diskografi

### Studioalbum
| År   | Titel        | Skivbolag       |
| 2010 | Lights       | Polydor Records |
| 2012 | Halycon      | Polydor         |
| 2014 | Halcyon Days | Polydor         |
| 2015 | Delirium     | Polydor         |

### Singlar
| År   | Titel                                                               | Skivbolag                      |
| 2009 | "Under the Sheets"                                                  | Polydor                        |
| 2010 | "Starry Eyed"                                                       | Polydor                        |
| 2010 | "Guns and Horses"                                                   | Polydor                        |
| 2013 | "Burn"                                                              | Polydor                        |
| 2014 | "Goodness Gracious"                                                 | Polydor                        |
| 2014 | "Beating Heart" (Från soundtrack till filmen Divergent)             | Interscope                     |
| 2015 | "Love Me Like You Do" (Soundtrack från filmen Fifty Shades of Grey) | Cherrytree Interscope Republic |
| 2015 | "On My Mind"                                                        | Polydor                        |
| 2015 | "Lost And Found" (Promotional single)                               | Polydor                        |
| 2016 | "Army"                                                              | Polydor                        |
| 2016 | "Something in the Way You Move"                                     | Polydor                        |
| 2016 | "Still Falling for You"                                             | Polydor                        |

2023       Miracle       

## Priser och nomineringar
| År   | Organisation      | Nominerad      | Pris            | Resultat |
| ---- | ----------------- | -------------- | --------------- | -------- |
| 2010 | BBC Sound of 2010 | Ellie Goulding | Sound of 2010   | vann     |
| 2010 | 2010 BRIT Awards  | Ellie Goulding | Critics' Choice | vann     |